# جو هارت
چارلز جوزف جان هارت (انگلیسی: Charles Joseph John Hart؛ زادهٔ ۱۹ آوریل ۱۹۸۷) بازیکن فوتبال  بازنشسته اهل انگلستان است و در باشگاه‌های شروزبری تاون، ترانمره راورز، بیرمنگهام، بلکپول، منچستر سیتی، تورینو، وستهام یونایتد، برنلی، تاتنهام و سلتیک بازی کرده‌است. او هم چنین تاکنون ۷۵ بازی ملی برای تیم ملی فوتبال انگلستان انجام داده‌است.

## افتخارات
- لیگ برتر انگلیس: ۲۰۱۱-۲۰۱۲ ، ۲۰۱۳-۲۰۱۴
- جام حذفی فوتبال انگلیس: ۲۰۱۰-۲۰۱۱
- جام اتحادیه فوتبال انگلیس: ۲۰۱۳-۲۰۱۴ ، ۲۰۱۵-۲۰۱۶
- جام خیریه انگلیس: ۲۰۱۲